# Ctenomorphodes chronus
Ctenomorphodes chronus is een wandelende tak die endemisch is in Australië.
De soort is voornamelijk te vinden aan de kustgebieden van centraal New South Wales tot het zuiden van Victoria. Het habitat bestaat uit heide of bosrijke gebieden. De soort kan een lengte bereiken van 18 cm en voedt zich voornamelijk met Eucalyptus. Bij Ctenomorphodes chronus is er sprake van parthenogenese voortplanting.

## Synoniemen
- Acrophylla chronus Kaup, 1871
- Acrophylla scutigera Redtenbacher, 1908
- Acrophylla tasmanensis Lea, 1902
- Ctenomorpha marginipenne Gray, 1833
- Ctenomorpha marginipennis Gray, 1833
- Ctenomorpha oxyacantha Redtenbacher, 1908
- Ctenomorpha phyllocerca Redtenbacher, 1908
- Diura chronus Gray, 1833
- Lopaphus macrotegmus Tepper, 1887